# Inspector Barnaby
Inspector Barnaby (Originaltitel: Midsomer Murders) ist eine britische Kriminalfilm-Reihe über die Fälle des Ermittlers Tom Barnaby bzw. (ab der 14. Staffel) seines Nachfolgers John Barnaby in der fiktiven südenglischen Grafschaft Midsomer. Vorlage sind die Romane der Autorin Caroline Graham, die auch das Drehbuch zu Folge 3 Requiem für einen Mörder selbst adaptierte, später wurden die Geschichten eigenständig.

## Figuren

### DCI Tom Barnaby und Familie

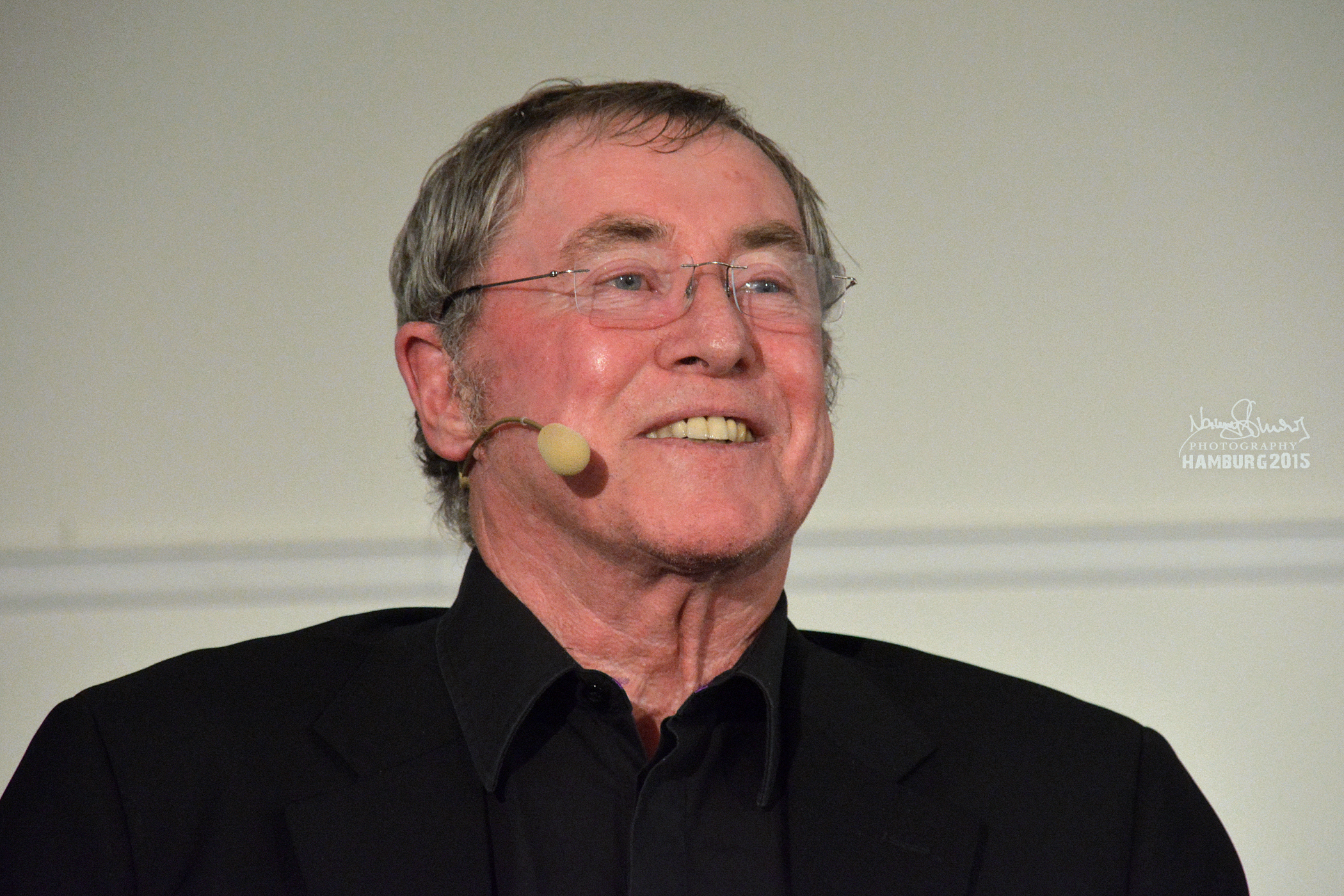
John Nettles spielte DCI Tom Barnaby

Thomas „Tom“ Geoffrey Barnaby arbeitet beim Causton CID (Criminal Investigation Department) als Detective Chief Inspector (vergleichbar mit dem deutschen Kriminalhauptkommissar). Er ist ein ruhiger, toleranter, scharfsinniger und kluger Ermittler, der seine Fälle methodisch bearbeitet. Seine Eltern sind beide bereits verstorben (Drei tote alte Damen 3.2); in der Folge Gesund, aber tot (13.8) erfährt man, dass Tom Barnaby darunter leidet, sich mit seinem Vater nach einem Streit nicht wieder versöhnt zu haben, als er an Toms Geburtstag starb.
Joyce ist die Frau von Tom Barnaby und toleriert es, dass seine dienstlichen Aufgaben immer wieder familiären Verpflichtungen im Wege stehen. Sie ist freundlich und gesellig und geht vielen Gemeinschaftsaktivitäten nach (in der Folge Tote singen nicht (9.7) singt sie im Kirchenchor), weshalb sie häufig mit Opfern oder Zeugen persönlich bekannt ist, so dass sie Tom mit Informationen versorgen kann. Ein Running Gag ist ihre Experimentierfreude beim Kochen, was von Tom und Cully nicht immer honoriert wird. Tom geht oftmals auswärts essen oder zieht die Polizeikantine vor.
Cully ist die in der Serie bereits erwachsene Tochter von Tom und Joyce. Sie ist Schauspielerin, wartet auf den Durchbruch und hat gelegentliche Engagements in Midsomer. Zu Beginn der Serie besuchte sie die University of Cambridge und ging dort mit einem Studenten namens Nico aus; später flirtete sie mit den Assistenten ihres Vaters Gavin Troy und Daniel Scott. In der Folge Mord mit Groove (10.4) trifft sie den Musikproduzenten Simon Dixon, verlobt sich mit ihm in Geliebt, gejagt, getötet (10.8) und heiratet ihn in Ganz in Rot (11.2).

### DCI John Barnaby und Familie
John Barnaby kommt von Brighton nach Midsomer, um die Stelle seines älteren Cousins Tom Barnaby beim Causton CID zu übernehmen, als dieser in den Ruhestand ging (Episode Gesund, aber tot (13.8)). Er hat neben Kriminalistik auch Psychologie studiert und wohnt mit seiner Familie in einem großen Landhaus. Seinen ersten Auftritt als (noch in Brighton tätiger) Ermittler hatte er in der Episode Köpfen ist auch keine Lösung (13.2). In der Episode Der Garten des Todes (4.1) war der Darsteller bereits in einer Nebenrolle als Gärtner zu sehen.
Sarah Barnaby ist die Frau von John Barnaby und von Beruf Lehrerin. Sie übernimmt nach dem Umzug nach Causton die Leitung der Grundschule. Sarah ist deutlich seltener als Joyce persönlich von den untersuchten Verbrechen betroffen oder an den Ermittlungen beteiligt.
In der Folge Barnaby muss reisen (16.5) wird Tochter Betty geboren.
Außerdem gehört ein Hund zur Familie. Mit nach Causton zieht Sykes, ein rauhaariger schwarz-weißer Jack Russell Terrier. Sykes spielt bei der Lösung der Fälle zwar keine Rolle, sorgt aber immer wieder für komische Einlagen. Er schied 2016 im Alter von 13 Jahren als Darsteller aus, deshalb ließ man seine Rolle zwischen den Staffeln 18 und 19 sterben. In Staffel 19, Folge 1 wird der durch einen Mord verwaiste rot-weiße Terrier Paddy in die Familie aufgenommen, nachdem Betty keinen Plüschhund als Ersatz akzeptierte. Der Sykes-Darsteller, der auch wirklich so hieß, starb im Juni 2019 bei seiner Pflegefamilie.

### Assistenten
Detective Sergeant (später Detective Inspector) Gavin Troy
Troy ist der erste Assistent von Tom Barnaby. Er ist sehr ehrgeizig, neigt aber dazu, voreilige Schlüsse zu ziehen. Er ist bekannt für seine unvorsichtige Fahrweise, was auch bei seinem Gastauftritt zu Cullys Hochzeit in der Folge 11.2 zum Ausdruck kommt. In der Episode Der Tod malt mit wird Barnaby ein Fall von einem Vorgesetzten entzogen, aber Troy liefert ihm trotzdem weiterhin Informationen. Die Beziehung zwischen den beiden ist herzlich. In der ersten Folge der 7. Staffel Blut ist dicker wird er zum Inspector befördert, was Tom Barnaby einerseits für ihn freut, andererseits aber auch bedauert, weil es mit seiner Versetzung (nach Middlesbrough) einhergeht. Sein Nachfolger ist DS Scott.
Detective Sergeant Daniel „Dan“ Scott
Scott kommt vom Metropolitan Police Service und ist anfangs nicht besonders begeistert von seiner Versetzung nach Midsomer. Die Beziehung zwischen ihm und Tom Barnaby ist anfangs gespannt (beispielsweise missfällt Barnaby, wie leicht sich Scott von schönen Frauen ablenken lässt, Scott andererseits gefällt Barnabys unkonventionelle Arbeitsweise nicht), entwickelt sich aber mit der Zeit. In der Folge Brennen sollst du beginnt er ein Verhältnis mit einer Frau, die später in der Folge ermordet wird. Er tritt in der Episode 9.1 Fluch über Winyard überraschend nicht mehr auf – Barnaby erscheint allein am Tatort, Zitat: „Hat geheiratet und ist ausgestiegen“ – und wird spontan durch PC Jones ersetzt.
Detective Sergeant (vorher Police und Detective Constable, später Detective Inspector) Benjamin „Ben“ Jones
Jones ist der dritte Assistent von Tom Barnaby und erscheint nach Scotts überraschendem Ausscheiden zuerst als örtlicher Police Constable am Tatort eines Mordes. Barnaby erkennt Jones’ kriminalistische Begabung und ernennt ihn spontan zu seinem Detective Constable, am Ende der neunten Staffel (9.8) wird Jones zum Detective Sergeant befördert. Er stammt aus Wales und zeigt in der Episode Denn Du bist Staub (10.5) seine Liebe zu diesem Land. Jones ist sängerisch begabt und wird deshalb in der Folge Tote singen nicht (9.7) als Tenor im Chor eingesetzt.
 In der ersten Folge der 14. Staffel, Death in the Slow Lane, stellt sich heraus, dass Jones an der Nachfolge von Tom Barnaby interessiert war und sich darüber ärgerte, dass John Barnaby diesen Posten bekam. In der Episode Ein Mörder kommt nach Hause (15.2) erfährt man von einer Beziehung mit der Feuerwehrfrau Susie Bellingham. Nachdem Jones zum Inspector befördert wurde, verlässt er Midsomer und nimmt eine entsprechende Stelle in Brighton an. Er schickt später der Familie John Barnaby zu Weihnachten noch eine Grußkarte, adressiert an deren Hund Sykes. In der Episode Und wo sind die Leichen? (18.1) erfährt man, dass Doctor Kate Wilding ebenfalls Midsomer verlassen hat, in Brighton arbeitet und bei Jones wohnt. In der Episode Cricket-Fieber (19.3) kehrt Jones noch einmal für einen Gastauftritt nach Midsomer zurück. Er ermittelt undercover gegen Wettmanipulationen und hat sich als Cricketspieler in ein verdächtiges Team eingeschmuggelt. Schon in der Folge Sportler und Spione(12.3) profilierte er sich als begeisterter Cricketspieler. Der Darsteller Jason Hughes soll auch im wahren Leben ein passabler Spieler gewesen sein.
Detective Sergeant Charlie Nelson
Nach der Beförderung von Jones kam DS Charlie Nelson als Ersatz zu DCI John Barnaby. Zuvor hatte er in London gearbeitet. Nelson ist der vierte Assistent unter den Barnabys in Midsomer sowie auch gleichzeitig der erste Sergeant und Mitarbeiter, der nicht auch neben Tom Barnaby wirkte. Nelson war auch der Untermieter in Doctor  Wildings Haus. Nelson verlässt Midsomer am Ende von Staffel 18.
Detective Sergeant Jamie Winter
Nachdem DS Nelson aus Midsomer wegzieht, kommt in der Episode Das untote Dorf (19.1) DS Jamie Winter als Ersatz zu DCI John Barnaby. Es stellt sich heraus, dass DS Winter Dr. Karimore schon von früher kennt.
Constable (später Detective) Gail Stephens
Sie ist nicht offizielle Assistentin, aber Kollegin von Tom Barnaby und DS Jones. Stephens hilft ihnen oft bei ihren Fällen und gibt manchmal wertvolle Hinweise. Gail kommt von Binwell nach Midsomer und ist eine fröhliche und emotionale Frau, was man an ihrer Reaktion erkennen kann, als sie in der Episode Sportler und Spione (12.3) vom Constable zum CID Detective ernannt wird. Sie hat einen Flirt mit DS Jones, der sich aber gegen eine Beziehung entscheidet, weil er Berufliches von Privatem trennen möchte.

### Gerichtsmediziner
Doctor George Bullard
Der erste Rechtsmediziner des Causton CID ist ein gutgelaunter Mensch und auch privat mit den Barnabys gut befreundet. In seiner Arbeit legt er Wert auf professionelle Gründlichkeit (Barnaby am Tatort: „Können Sie schon etwas sagen?“ – Bullard: „Ja, er ist tot!“). In der Folge Tote singen nicht (9.7) singt er mit Joyce im Kirchenchor. Am Ende der Folge Ein Funke genügt (14.4) erzählt er John Barnaby, er werde gemäß Tom Barnabys Vorschlag für einen längeren Angelurlaub nach Irland fahren, und scheidet aus der Serie aus.
Doctor Kate Wilding
Sie ist die Nachfolgerin von Doctor Bullard und eine selbstbewusste, kompetente und sachliche Frau. Sie ist unverheiratet und Professorin. In der Episode Ein letzter Tropfen (17.4) verlässt sie Midsomer. In der nachfolgenden Folge Und wo sind die Leichen? (18.1) bekommt die Familie von John Barnaby ein Foto, auf dem sie zusammen mit dem ehemaligen Assistenten von Tom Barnaby, Jones, abgebildet ist. Man erfährt durch das Gespräch der Barnabys mit DS Nelson, dass sie nach Brighton verzogen ist und dort jetzt an der Brighton University tätig ist und mit DI Benjamin „Ben“ Jones zusammen wohnt.
Doctor Kam Karimore
Die Gerichtsmedizinerin Dr. Kam Karimore stößt in der Episode Und wo sind die Leichen? zu dem Ermittlerteam von DCI John Barnaby und DS Nelson. Sie ist der Ersatz für Dr. Wilding, die nach Brighton umgezogen ist. Am Ende der 19. Staffel in der Folge Die verfluchte Neun verlässt Dr. Karimore Midsomer, nachdem sie eine neue Anstellung in Montreal angenommen hat.
Dr. Fleur Perkins
In der ersten Folge der 20. Staffel tritt Dr. Fleur Perkins als neue Pathologin der Polizei von Midsomer die Nachfolge der ausgeschiedenen Gerichtsmedizinerin Dr. Kam Karimore an. Sie ist im fortgeschrittenen Alter, arbeitet sehr akribisch und leistet wertvolle Beiträge. Andererseits liebt sie es, die von John Barnaby verkörperte Männerwelt zu brüskieren – als sie von Paddy bei der Erstbegegnung kurz angekläfft wird, rät sie sofort zu einer Kastration, da er aggressiv sei. Ihr fester Freund ist Tierarzt.

### Weitere Figuren
Drehbuchautor Anthony Horowitz und Caroline Graham erscheinen in dem Pilotfilm Tod in Badger’s Drift in der Traumszene als Hochzeitsgäste.
Folgende Darsteller treten mehrfach in derselben Rolle auf:
| Darsteller           | Figur                                                     | Folgen |
| -------------------- | --------------------------------------------------------- | --- |
| Timothy Bateson      | Anwalt James Jocelyne                                     | - Blutige Anfänger - Schatten des Todes - Blume des Bösen                                                                    |
| Eileen Davies        | Immobilienmaklerin Olive Beauvoisin                       | - Schatten des Todes - Sport ist Mord - Tief unter der Erde                                                                  |
| Terence Corrigan     | Gelegenheitsarbeiter bzw. Cricketspieler Charles Jennings | - Schatten des Todes - Sport ist Mord                                                                                        |
| Christopher Villiers | Gutsverwalter David Whitely                               | - Tod in Badger’s Drift - Schatten des Todes                                                                                 |
| Brian Capron         | Bürgermeister Dave Hicks                                  | - Wenn der Morgen graut - Köpfen ist auch keine Lösung                                                                       |
| Nick Fletcher        | Chief Superintendent John Cotton                          | - Ein missratener Sohn - Mord nur für Mitglieder                                                                             |
| Alex Belcourt        | Polizeibeamtin                                            | - Immer wenn der Scherenschleifer - Mörder-Falle - Brennen sollst du!                                                        |
| Neil Conrich         | Polizeibeamter                                            | - Tod in Badger’s Drift - Der Schatten des Todes - Der Würger von Raven’s Wood - Der Fluch von Aspern Tallow - Unglücksvögel |
| Ed Waters            | Nicholas „Nico“ Bentley                                   | - Requiem für einen Mörder - Der Fluch von Aspern Tallow                                                                     |
| Sam Hazeldine        | Simon Dixon                                               | - Mord mit Groove - Denn Du bist Staub - Geliebt, gejagt, getötet - Ganz in Rot                                              |
| Toby Jones           | Rechtsmediziner Dan Peterson                              | - Der Würger von Raven’s Wood - Sport ist Mord - Ein Toter, den niemand vermisst - Der Mistgabel-Mörder                      |
| Robin Soans          | Bankier Mr. Perkins                                       | - Tief unter der Erde - Köpfen ist auch keine Lösung                                                                         |

Folgende Darsteller treten mehrfach in unterschiedlichen Rollen auf:
- John Lightbody ist in Tief unter der Erde als Gärtner Steve Hope und in Denn Du bist Staub als Jason Slater zu sehen.
- Richard Hope erschien in Der Mistgabel-Mörder als Gordon Brierly, der örtliche Tierarzt, und in Mit Gift und Guillotine als Schauspieler Neville Hayward.
- Nickolas Grace in Der Mistgabelmörder als Frank Mannion, in Über den Dächern von Chattham als Hugo Greening und in Wenn der Morgen graut als Johnny Hammond.
- Elizabeth Spriggs und Richard Cant in Tod in Badger’s Drift als Mutter Iris und Sohn Dennis Rainbird sowie in Die tote Königin als Ursula Gooding und deren Sohn Alistair[9]
- Debbie Chazen ist in Der Würger von Raven’s Wood als Aupair Anna Santarosa und in Leben und Morden in Midsomer als Gemma Platt erschienen.
- Nancy Carroll ist in Tief unter der Erde als Antonia Wilmot und in Schreie in der Nacht als Grundschullehrerin Connie Bishop zu sehen.
- Peter Eyre tritt in Der Würger von Raven’s Wood als Hotelbesitzer Leonard Pike und in Kameraschüsse als Fotogeschäfteigentümer Headley Madrigal in Erscheinung.
- Danny Webb tritt in Tanz in den Tod als Tony Kirby und in Geisterwanderung als Jeff Bowmaker auf.
- Annabelle Apsion ist in Sport ist Mord als Jane Cavendish und in Tote singen nicht als Ellen Barker zu sehen.
- David Troughton ist in Blutige Anfänger  als Brian Clapper und in Das Tier in Dir als Miles King zu sehen.
- Jane Booker ist in Blutige Anfänger als Laura Hutton und in Über den Dächern von Chattham als Janet Lovell zu sehen.
- John Shrapnel ist in Blutige Anfänger als Max Jennings und in Tote singen nicht als Leo Clarke zu sehen.
- Tony Haygarth ist in Ein Männlein stirbt im Walde als Tyson, in Ein Sarg aus China als Jack Tewson und in Die Vögel als Georg Napier zu sehen. Damit hat er bereits drei verschiedene Nebenrollen gespielt.
- Anna Massey in Blutige Anfänger als Gutsherrin Honoria Lyddiard und in Sportler und Spione als pensionierte Geheimagentin Brenda Packard.
- Abigail McKern in Ein Männlein stirbt im Walde als Julia Gooders und in Mr. Bingham ist nicht zu sprechen als Josie Parker.
- Dominic Jephcott in Erst morden, dann heiraten als Henry Marwood und in Der Schatten des Todes als Richard Bayly.
- Miles Anderson in Ein böses Ende als  Guy Gamelin und in Mörder-Falle als Lance Woodrow.
- Cheryl Campbell in Der Fluch von Aspern Tallop als Sandra MacKillop und in König Dame Tod als Vivian Stannington.
- Clare Holman in Pikante Geheimnisse als Rose Southerly, in Glockenschlag zum Mord als Sue Tutt und als Fiona Beauvoisin in Puppenmorde.
- Angela Down in Drei tote alte Damen als Pru Bennett und in Über den Dächern von Chattham als Dr. Sylvia Goring.
- Haydn Gwynne in Mr. Bingham ist nicht zu sprechen als Maggie Viviani und in Haus voller Hass als Jennifer Carter.
- Tessa Peake-Jones in Treu bis in den Tod als Sarah Lawton und in Der Tod radelt mit als Mary Appleton.
- Selina Cadell in Tod in Badger’s Drift als Phyllis Cadell, in Leben und Morden in Midsomer als Eleanor Crouch und in Das Buch Bertram als Venetia Butts.
- Nicholas Farrell in Der Würger von Raven’s Wood als John Merrill und in Was geschah wirklich auf Schloss Argo? als Isaac Starling.
- Robert Daws in Tief unter der Erde als Mike Spicer und in Die verfluchte Neunte als Hamish Rafferty.
- Simon Callow in Die tote Königin als Dr. Wellow und in  Die verfluchte Neunte als Vernon De Hartogh.
- Una Stubbs in Blutige Anfänger als Selina Jennings und in Britisches Roulette als Audrey Braylesford.
- Samantha Bond in Ein Männlein stirbt im Walde als Suzanna Chambers und in Wenn der Morgen graut als Arabella Hammond sowie in Unter Oldtimern als Kate Cameron.
- David Bamber in Dead Letters (S9/E2) als John Starkey, in The Black Book (S12/E2) als Anthony Prideaux und in A Dying Art (S18/E4) als Daniel Fargo.
- Tilly Blackwood in Ein böses Ende als Trixie Channing und in Mord mit Groove als Finola Harcourt.
- Ellie Haddington in Die Frucht des Bösen (Tainted Fruit, S5/E1) als Joan Farley und in Schmetterlinge sterben früh (Death of the Small Coppers, S20/E2) als Ginny Welton
- Adrian Scarborough in Glockenschlag zum Mord (Ring Out Your Dead, S5/F3), Kameraschüsse (Picture Of Innocence, S10/F6) und in Die Kunst stirbt zuletzt (A Dying Art, S18/F4)
- Nicolas Rowe spielt sowohl in Grab des Grauens (The Fisher King, S7/E3) als David Heartley-Reade und in König Dame Tod (The Sicilian Defence, S15/E5) als Edward Stannington jeweils eines der Mordopfer.
- Samuel West tritt in Das Tier in Dir (The Animal Within, S10/E2) als Jeremy Thacker und in Stolz, Mord und Vorurteil (Death by Persuasion, S19/E5) als James Oswood auf.
- Miles Richardson erscheint in Die Frucht des Bösen (Tainted Fruit, S5/F6) als Frederick Bentine -Brown, in Pikante Geheimnisse (Country Matters, S9/F6) als Sir Charles und in Gesund aber tot (Fit For Murder, S13/F8) als Dr. Giles Danby;
- Rupert Vansittart tritt auf in Mord mit Rendite (Market for Murder, S5/F2) als Selwyn Proctor, Mord mit Groove (The Axeman Cometh, S10/F4)	als Desmond Harcour und in Mord – nur für Mitglieder (The Dogleg Murders, S12/F1) als Alistair Kingslake;
- David Yelland in Denn Du bist Staub (Death and Dust S10/E5) als Dr. James Kirkwood und in Der Jahrmarktsmörder (Harvest Of Souls	S18/E6) als Jasper Wyham;
- Maggie Steed tritt auf in Der Mistgabel-Mörder (Judgement Day S10/E3)  als  Rosemary Furman, in Kind des Todes (Left For Dead S11/E3) als Lynne Fox, und in Reif für die Rache (Schooled in Murder S15/E6) als  Sylvia Mountford;
- Richard Graham in Die Untoten von Barton Woods (Talking To The Dead S11/E7) und in Der Tod radelt mit (Breaking The Chain S18/E3);
- Clive Wood spielt mit als Geoffrey Larkin in Sportler und Spione (Secrets and Spies S12/E3) und als Johnny Linklater in Der Trüffelschwein-Mörder (Wild Harvest S16/E3);
- David Burke wirkt mit als John Farrow/"Hedge" in der Folge Melodie des Todes (Midsomer Rhapsody S8/8) und als Fred Messenger in Das Untote Dorf (The Village That Rose from the Dead S19/1);
- Siobhan Redmond in Mörder-Falle (Last Year’s Model, S9/E8) als Pru Plunkett und in Das Wolfmonster von Little Worthy (The Wolf Hunter of Little Worthy, S22/E1) als Ronnie Everett;
- Stuart Milligan in Pikante Geheimnisse (Country Matters, S9/E6) als Mr. Hundsecker und in Alles für die Familie (Happy Families, S22/E3) als Victor Karras;
- Adam Kotz in Die Hexe von Setwale Woods (A Worm in the Bud, S5/E2) als James Harrington und in Britisches Roulette (The Dagger Club, S17/E1) als Nick Summersbee;
- Laila Rouass erschien in der Folge Flieg Mörder flieg (The Flying Club, S16/E4) als Stephanie King und in Ein Körnchen Wahrheit (A Grain of Truth, S23/E3) als Vanessa Debouverie;
- Nigel Harrison als Dave Riperts in Der Tote im Kornkreis (The Erlectric Vendetta, S04/E3) und als Eddie Marston in Geliebt, gejagt, getötet (Death in a Chocolate Box, S10/E8);

## Entstehung
Jede Episode wird in fünf Wochen gedreht, an denen sich bis zu 120 Leute am Set bewegen. Drehorte sind Dörfer südenglischer Grafschaften, größtenteils in Buckinghamshire, Oxfordshire, Surrey, Hertfordshire, Devon, East Sussex, Cambridgeshire, Berkshire, Middlesex, Gloucestershire und Hampshire. Die fiktive Stadt Causton wird durch Wallingford, Oxfordshire, repräsentiert, und das Royal Air Force Staff College Bracknell dient als Kulisse für das Polizeirevier Causton CID. Die Twyford Railway Station, Berkshire, repräsentiert den Bahnhof von Causton.
Folgende Dörfer und Städte werden  mindestens zweimal als Kulisse für verschiedene Episoden genutzt:
- Amersham, Buckinghamshire
- Beaconsfield, Buckinghamshire
- Bledlow, Buckinghamshire
- Brighton, East Sussex
- Brightwell Baldwin, Oxfordshire
- Brill, Buckinghamshire
- Chalfont St Peter, Buckinghamshire
- Chenies, Buckinghamshire
- Chesham, Buckinghamshire
- Chipperfield, Hertfordshire
- Chinnor, Oxfordshire
- Cuddington, Buckinghamshire
- Dorchester on Thames, Oxfordshire
- Gerrards Cross, Buckinghamshire
- Great Haseley, Oxfordshire
- Haddenham, Buckinghamshire
- Henley-on-Thames, Oxfordshire
- Hurley, Berkshire
- Hyde Heath, Buckinghamshire
- The Lee, Buckinghamshire
- Little Haseley, Oxfordshire
- Littlewick Green, Berkshire
- Long Crendon, Buckinghamshire
- Mapledurham, Berkshire
- Marlow, Buckinghamshire
- Nether Winchendon, Buckinghamshire
- Nettlebed, Oxfordshire
- Rickmansworth, Hertfordshire
- Thame, Oxfordshire
- Turville, Buckinghamshire
- Wallingford, Oxfordshire
- Warborough, Oxfordshire
- Watlington, Oxfordshire

Fiktive Dörfer in Midsomer:
- Aspern Tallow
- Badger’s Drift
- Bow Clayton
- Broughton
- Burwood Mantle
- Calham Cross
- Causton Devington
- Draycott
- Dunstan
- Elverton-cum-Latterley
- Ferne Basset
- Finchmere
- Fletcher’s Cross
- Ford Florey
- Goodman’s Land
- Great Pelfe
- Great Worthy
- Haddington
- Little Upton
- Little Worthy
- Lower Warden
- Luxton Deeping
- Malham Bridge
- Malham Cross
- March Magna
- Marsh Wood
- Martyr Warren
- Midsomer Abbas
- Midsomer Barton
- Midsomer Chettham
- Midsomer Deverell
- Midsomer Florey
- Midsomer Holm
- Midsomer Magna
- Midsomer Malham
- Midsomer Mallow
- Midsomer Market
- Midsomer Mere
- Midsomer Morchard
- Midsomer Morton
- Midsomer Mow
- Midsomer Newton
- Midsomer Parva
- Midsomer Pastures
- Midsomer Priors
- Midsomer Sonning
- Midsomer St. Michael
- Midsomer Wellow
- Midsomer Worthy
- Milton Cross
- Monks Barton
- Morton Fendle
- Morton Shallows
- Newton Magna
- Upper Warden

Die von Jim Parker komponierte Titelmelodie ist ein Walzerthema in C-Moll, das Hauptinstrument ein Theremin. Dieses wurde seit Mitte des 20. Jahrhunderts häufig in der Filmmusik für die Darstellung übernatürlicher oder bizarrer Ereignisse verwendet.

## Ausstrahlung und deutsche Fassung
Der Pilotfilm erreichte bei seiner Ausstrahlung 13,5 Millionen Zuschauer und war damit der quotenstärkste Film des Jahres 1997 in Großbritannien. Bis 2021 strahlte ITV in Großbritannien 22 Staffeln aus. Die Serie erzielte dort hohe Einschaltquoten und wurde in 204 Länder verkauft – 2004 war sie unter den drei meistverkauften britischen Fernsehshows weltweit.
Die deutsche Synchronfassung erstellt die Arena Synchron, Berlin unter Leitung von Theodor Dopheide im Auftrag des ZDF. Dort erfolgt auch die deutsche Erstausstrahlung in loser Reihenfolge, ZDFneo zeigt die Serie ebenfalls.
| Figur                 | Darsteller            | Deutscher Sprecher    | Staffel               |
| Ermittler und Familie | Ermittler und Familie | Ermittler und Familie | Ermittler und Familie |
| --------------------- | --------------------- | --------------------- | --------------------- |
| DCI Tom Barnaby       | John Nettles          | Norbert Langer        | 1–13                  |
| Joyce Barnaby         | Jane Wymark           | Alexandra Lange       | 1–13                  |
| Cully Barnaby         | Laura Howard          | Maria Koschny         | 1–3, 6–13             |
| DCI John Barnaby      | Neil Dudgeon          | Erich Räuker          | 13–                   |
| Sarah Barnaby         | Fiona Dolman          | Katrin Fröhlich       | 14–                   |
| Assistenten           |                       |                       |                       |
| DS Gavin Troy         | Daniel Casey          | Norman Matt           | 1–7, 11               |
| DS Daniel Scott       | John Hopkins          | Karlo Hackenberger    | 7–8                   |
| DC Benjamin Jones     | Jason Hughes          | Norman Matt           | 9–15, 19              |
| DC Gail Stephens      | Kirsty Dillon         | Victoria Sturm        | 10–13                 |
| DC Charlie Nelson     | Gwilym Lee            | Arne Stephan          | 16–18                 |
| DC Jamie Winter       | Nick Hendrix          | René Dawn-Claude      | 19–                   |
| Gerichtsmediziner     |                       |                       |                       |
| Dr. George Bullard    | Barry Jackson         | Lothar Hinze          | 1–14                  |
| Dr. Dan Peterson      | Toby Jones            | Lutz Schnell          | 2–3                   |
| Dr. Kate Wilding      | Tamzin Malleson       | Elisabeth Günther     | 14–17                 |
| Dr. Kam Karimore      | Manjinder Virk        | Mareile Moeller       | 18–19                 |
| Dr. Fleur Perkins     | Annette Badland       | Isabella Grothe       | 20–                   |